# Podregion Sisä-Savo
Podregion Sisä-Savo (fiń. Sisä-Savon seutukunta) – podregion w Finlandii, w regionie Pohjois-Savo.
W skład podregionu wchodzą gminy:
- Rautalampi,
- Suonenjoki,
- Tervo,
- Vesanto.